# Backstreet's Back
Backstreet's Back är pojkbandet Backstreet Boys andra studioalbum. Albumet släpptes den 11 augusti 1997 och sågs som en uppföljare till deras tidigare album, Backstreet Boys. Albumet är det första där bandet gör en coverlåt, Set Adrift On Memory Bliss av Gary Kemp och P.M. Dawn. Det är också första gången en av bandmedlemmarna har skrivit en av låtarna, That's What She Said av Brian Littrell.

## Låtlista
- Everybody (Backstreet's Back) - 3:47
- As Long As You Love Me - 3:41
- All I Have To Give - 4:35
- That’s The Way I Like It - 3:40
- 10,000 Promises - 4:04
- Like A Child - 5:06
- Hey, Mr. D.J. (Keep Playin’ This Song) - 4:25
- Set Adrift On Memory Bliss - 3:31
- That’s What She Said - 4:05
- If You Want It To Be Good Girl (Get Yourself A Bad Boy) - 4:51
- If I Don’t Have You - 4:34